# گاه‌شمار اصفهان
در ادامه یک خط زمانی برای تاریخ شهر اصفهان، ایران آمده است. سال‌های درج شده در این خط زمانی به گاه‌شماری میلادی هستند.

## قبل از سده شانزدهم میلادی
- ۷۷۱ - مسجد جمعه در یهودیه ساخته شد. (تاریخ تخمین زده شده‌است)[۱]
- ۱۰۵۱ ارتش طغرل بیک اصفهان را محاصره کرد؛ شهر، پایتخت امپراتوری سلجوقی شد.[۲]
- ۱۰۷۰ - مدرسهٔ نظامیه ساخته شد.
- ۱۱۰۷ - منار چهل دختران ساخته شد.
- ۱۱۹۴ - علاءالدین تکش ازخوارزمشاهیان قدرت را به دست گرفت.[۳]
- ۱۲۲۶ -شهر به دست نیروهای مغول غارت شد.[۴]
- ۱۲۲۸ - شهر یک بار دیگر تحت محاصرهٔ نیروهای مغول درآمد.[۵]
- ۱۲۴۰/۱۲۴۱ - نیروهای مغول شهر را تصرف کردند.[۵]
- ۱۳۲۵ - امامزاده جعفر بنا شد.
- ۱۳۴۱/۱۳۴۲ - شیخ ابو اسحاق اینجو فرماندار اصفهان شد.
- ۱۳۵۶ - امیرمبارزالدین محمد مظفری فرمانروا شد.
- ۱۳۸۷ - محاصرهٔ اصفهان به دست قوای تیمور[۴][۶]

## سده‌های شانزدهم تا نوزدهم
- - ۱۵۰۳ -شاه اسماعیل صفوی صاحب قدرت شد.[۷]
  - ۱۵۹۸ - در زمان حکومت شاه عباس اول از امپراطوری صفوی، اصفهان پایتخت شد.[۸]
  - ۱۶۰۲
    - سی‌وسه‌پل در جلفای جدید ساخته شد.[۹]
    - میدان شاه بنا شد.[۱]

  - ۱۶۰۳ مهاجرت ارمنیان به دلیل جنگ قفقاز از جلفا، ارمنستان به شهر جلفای نو، اصفهان[۱۰]
  - ۱۶۱۹ -ساختن مسجد شیخ لطف‌الله.[۱]
  - ۱۶۲۷ -کامل شدن کلیسای بیت‌اللحم ارمنی در جلفای نو.[۱]
  - ۱۶۳۰ -مسجد شاه تکمیل شد (تاریخ تقریبی).[۱]
  - ۱۶۴۷ - آغاز ساخت کاخ چهل ستون.[۱]
  - ۱۶۵۰ - بنا شدن پل خواجو.[۱]
  - ۱۶۶۰ - ساخت کاخ عالی قاپو کامل شد (تاریخ حدودی).[۱]
  - ۱۶۷۰ - کاخ هشت بهشت ساخته شد.[۱۱]
  - ۱۷۲۲ - محاصرهٔ اصفهان توسط نیروهای افغان.[۸]
  - ۱۷۳۶ - جابه‌جا شدن پایتخت ایران از اصفهان به مشهد.[۳]
  - ۱۸۰۴/۱۸۰۵ - قحطی.[۳]
  - ۱۸۳۶/۱۸۳۷ - ناآرامی.[۳]
  - ۱۸۴۸/۱۸۴۹ - ناآرامی.[۳]
  - ۱۸۶۹ - اقتصاد اصفهان به دلیل بازشدن کانال سوئز تحت تأثیر قرار گرفت.[۱۲]
  - ۱۸۷۲ - قحطی.[۳]
  - ۱۸۷۴ - مسعود میرزا ظل‌السلطان فرماندار اصفهان شد.[۳]
  - ۱۸۸۲ - جمعیت: ۷۳٬۶۳۴.[۳]

## قرن ۲۰م
- ۱۹۱۹ - نخستین انتشار مجله زبان زنان.[۱۳]
- ۱۹۲۰ - جمعیت: ۸۰٬۰۰۰ (تخمین حدودی).[۱۴]
- ۱۹۲۱ - آغاز کار کارخانهٔ پارچه وطن.[۱۵]
- ۱۹۴۱ - جمعیت: ۲۰۴٬۵۹۸.[۱۶]
- ۱۹۴۶ - بنا نهادن دانشگاه اصفهان.
- ۱۹۵۳ - تشکیل شدن تیم فوتبال سپاهان.
- ۱۹۵۹ - کارخانه سیمان همدانیان فعالیت خود را آغاز کرد.[۱۵]
- ۱۹۶۶ - جمعیت: ۴۲۴٬۰۴۵.[۱۶]
- دهه ۱۹۷۰ - شرکت پلی اکریل ایران بنیان‌گذاری شد.[۱۵](en)
- ۱۹۷۱ - آغاز به کار کارخانه فولاد آریامهر در حومه شهر.[۱۵]
- ۱۹۷۳ - آغاز مسابقهٔ فوتبال هماوردی نقش جهان.
- ۱۹۷۶ - جمعیت: ۶۶۱٬۵۱۰.[۱۶]
- ۱۹۷۷ - احیای هشت بهشت، عالی قاپو و چهل ستون.[۱]
- ۱۹۷۷ - تأسیس دانشگاه صنعتی آریامهر اصفهان.
- ۱۹۷۹ - اضافه شدن میدان نقش جهان به فهرست میراث جهانی یونسکو
- 1983 - محمدحسن ملک‌مدنی شهردار شد.(fa)
- ۱۹۸۴ - گشایش فرودگاه بین‌المللی اصفهان[۱۷]
- ۱۹۸۶ - جمعیت: ۹۸۶٬۷۵۳.[۱۶]
- ۱۹۹۶ - جمعیت: ۱٬۲۶۶٬۰۷۲.[۱۸]
- ۱۹۹۹ - فوریه: انتخابات شوراهای ۱۳۷۸ برگزار شذ.[۱۷]

## قرن بیست و یکم
- ۲۰۰۳
  - گشایش ورزشگاه نقش جهان.
  - مرتضی سقاییان‌نژاد [fa] شهردار شد.(fa)
- ۲۰۱۱ - جمعیت: ۱٬۷۵۶٬۱۲۶.[۱۹]
- ۲۰۱۳–۱۴ ژوئن: انتخابات شورا برگزار شد.
- ۲۰۱۴ - شهر جزو ناحیهٔ ۲ در منطقه بندی تازهٔ ایران است.
- ۲۰۱۵
  - آغاز کار مترو اصفهان
  - مهدی جمالی‌نژاد شهردار شد
  - 2023 حمله پهپاد[۲۰]